# Damien Le Tallec
Damien Vincent Denis Le Tallec, född 19 april 1990, är en fransk fotbollsspelare. Hans äldre bror, Anthony Le Tallec, är också en fotbollsspelare.

## Karriär
Den 20 juni 2018 återvände Le Tallec till Frankrike för spel i Montpellier. Den 9 juli 2021 värvades Le Tallec av grekiska AEK Aten, där han skrev på ett tvåårskontrakt med option på ytterligare ett år.
Den 30 augusti 2022 återvände Le Tallec till Ryssland och skrev på för Torpedo Moskva. Den 31 januari 2023 skrev han på ett 1,5-årskontrakt med Sochaux. Den 8 september 2023 skrev Le Tallec på ett korttidskontrakt med vietnamesiska Hà Nội.